# Mistrzostwa Europy w Lekkoatletyce 2022 – bieg na 400 m mężczyzn
Bieg na 400 metrów mężczyzn – jedna z konkurencji biegowych rozgrywanych podczas lekkoatletycznych mistrzostw Europy na Stadionie Olimpijskim w Monachium.

## Terminarz
Źródło: european-athletics.com.
| Data        | Godzina |            |
| ----------- | ------- | ---------- |
| 15 sierpnia | 19:00   | Eliminacje |
| 16 sierpnia | 12:25   | Półfinał   |
| 17 sierpnia | 21:43   | Finał      |

## Rekordy
Tabela prezentuje rekord świata, rekord Europy, rekord mistrzostw Europy oraz najlepsze wyniki na listach światowych i eruopejskich w sezonie 2022 przed rozpoczęciem mistrzostw. Źródło: european-athletics.com, worldathletics.org.
|                          | Zawodnik          | Wynik | Miejsce        | Data                  |
| ------------------------ | ----------------- | ----- | -------------- | --------------------- |
| Rekord świata            | Wayde van Niekerk | 43,03 | Rio de Janeiro | 14 sierpnia 2016(dts) |
| Rekord Europy            | Thomas Schönlebe  | 44,33 | Rzym           | 3 września 1987(dts)  |
| Rekord mistrzostw Europy | Iwan Thomas       | 44,52 | Budapeszt      | 21 sierpnia 1998(dts) |
| Listy światowe           | Michael Norman    | 43,56 | Eugene         | 25 czerwca 2022(dts)  |

### Listy europejskie
Tabela przedstawia europejskich zawodników, którzy uzyskali 15 najlepszych wyników w sezonie 2022 przed rozpoczęciem mistrzostw (8 sierpnia) i mieli prawo przystąpić do rywalizacji od fazy półfinału (maksymalnie 3 z jednego kraju lub 4 w przypadku dzikiej karty). Pogrubieni zawodnicy wystąpili na mistrzostwach Europy.
| lp. | Zawodnik              | Wynik | Data       | Miejsce          |
| --- | --------------------- | ----- | ---------- | ---------------- |
| 1.  | Matthew Hudson-Smith  | 44,35 | 28 maja    | Eugene           |
| 2.  | Alessandro Sibilio    | 45,08 | 18 czerwca | Nocera Inferiore |
| 2.  | Alex Haydock-Wilson   | 45,08 | 20 lipca   | Eugene           |
| 4.  | Charles Dobson        | 45,11 | 26 lipca   | Söderhamn        |
| 5.  | Kévin Borlée          | 45,12 | 14 czerwca | Berno            |
| 6.  | Dylan Borlée          | 45,18 | 14 czerwca | Berno            |
| 7.  | Christopher O’Donnell | 45,26 | 18 czerwca | Madryt           |
| 8.  | Liemarvin Bonevacia   | 45,34 | 26 czerwca | Apeldoorn        |
| 9.  | Rasmus Mägi           | 45,35 | 25 czerwca | Tallinn          |
| 10. | Alexander Doom        | 45,36 | 25 czerwca | Gentbrugge       |
| 11. | Mihai Sorin Dringo    | 45,38 | 25 czerwca | Krajowa          |
| 11. | Karol Zalewski        | 45,38 | 5 czerwca  | Chorzów          |

## Rezultaty

### Eliminacje
Awans: 3 najlepszych z każdego biegu (Q) oraz 3 z najlepszymi czasami wśród przegranych (q). Źródło: european-athletics.com.
| Pozycja | Bieg | Tor | Zawodnik                  | Państwo         | Czas         | Uwagi |
| ------- | ---- | --- | ------------------------- | --------------- | ------------ | ----- |
| 1.      | 2    | 5   | Davide Re                 | Włochy          | 45,26 (,252) | Q,    |
| 2.      | 2    | 7   | Ricky Petrucciani         | Szwajcaria      | 45,26 (,259) | Q,    |
| 3.      | 4    | 3   | Thomas Jordier            | Francja         | 45,39        | Q,    |
| 4.      | 1    | 8   | Lionel Spitz              | Szwajcaria      | 45,46        | Q,    |
| 5.      | 3    | 7   | Benjamin Lobo Vedel       | Dania           | 45,50        | Q, =  |
| 6.      | 4    | 7   | Patrick Schneider         | Niemcy          | 45,58        | Q     |
| 7.      | 1    | 6   | Patrik Šorm               | Czechy          | 45,66        | Q,    |
| 8.      | 2    | 8   | Boško Kijanović           | Serbia          | 45,75        | Q     |
| 9.      | 2    | 3   | João Coelho               | Portugalia      | 45,78        | q     |
| 10.     | 3    | 8   | Gilles Biron              | Francja         | 45,82        | Q     |
| 11.     | 1    | 7   | Iñaki Cañal               | Hiszpania       | 45,83        | Q,    |
| 12.     | 4    | 8   | Edoardo Scotti            | Włochy          | 45,87        | Q     |
| 13.     | 4    | 4   | Pavel Maslák              | Czechy          | 45,92        | q,    |
| 14.     | 4    | 6   | Gustav Lundholm Nielsen   | Dania           | 46,05        | q,    |
| 15.     | 2    | 4   | Joseph Brier              | Wielka Brytania | 46,06        |       |
| 16.     | 3    | 4   | Matěj Krsek               | Czechy          | 46,12        | Q     |
| 17.     | 3    | 5   | Håvard Bentdal Ingvaldsen | Norwegia        | 46,18 (,171) | SB    |
| 18.     | 4    | 5   | Manuel Guijarro           | Hiszpania       | 46,18 (,176) |       |
| 19.     | 2    | 6   | Marvin Schlegel           | Niemcy          | 46,19        |       |
| 20.     | 1    | 4   | Manuel Sanders            | Niemcy          | 46,21        |       |
| 21.     | 1    | 5   | Lorenzo Benati            | Włochy          | 46,26        |       |
| 22.     | 2    | 2   | Jochem Dobber             | Holandia        | 46,36        | SB    |
| 23.     | 1    | 3   | Danyło Danyłenko          | Ukraina         | 46,39        | SB    |
| 24.     | 3    | 3   | Óscar Husillos            | Hiszpania       | 46,42        |       |
| 25.     | 3    | 6   | Šimon Bujna               | Słowacja        | 46,79        |       |

### Półfinał
Awans: 2 najlepszych z każdego biegu (Q) oraz 2 z najlepszymi czasami wśród przegranych (q). Źródło: european-athletics.com.
* Zawodnicy zwolnieni z biegów eliminacyjnych.
| Pozycja | Bieg | Tor | Zawodnik                | Państwo         | Czas         | Uwagi |
| ------- | ---- | --- | ----------------------- | --------------- | ------------ | ----- |
| 1.      | 1    | 5   | Matthew Hudson-Smith*   | Wielka Brytania | 44,98        | Q     |
| 2.      | 2    | 4   | Thomas Jordier          | Francja         | 45,37        | Q,    |
| 3.      | 3    | 6   | Liemarvin Bonevacia*    | Holandia        | 45,40        | Q     |
| 4.      | 2    | 5   | Alex Haydock-Wilson*    | Wielka Brytania | 45,45        | Q     |
| 5.      | 2    | 3   | Karol Zalewski*         | Polska          | 45,52        | q     |
| 6.      | 1    | 3   | Ricky Petrucciani       | Szwajcaria      | 45,55        | Q     |
| 7.      | 2    | 7   | Lionel Spitz            | Szwajcaria      | 45,56        | q     |
| 8.      | 1    | 8   | João Coelho             | Portugalia      | 45,64        |       |
| 9.      | 1    | 2   | Patrik Šorm             | Czechy          | 45,66        |       |
| 10.     | 3    | 3   | Dylan Borlée*           | Belgia          | 45,67        | Q     |
| 11.     | 1    | 4   | Christopher O’Donnell*  | Irlandia        | 45,73        |       |
| 12.     | 3    | 1   | Gilles Biron            | Francja         | 45,75        |       |
| 13.     | 1    | 6   | Alexander Doom*         | Belgia          | 45,77        |       |
| 14.     | 1    | 7   | Boško Kijanović         | Serbia          | 45,88        |       |
| 15.     | 3    | 7   | Patrick Schneider       | Niemcy          | 45,92 (,913) |       |
| 16.     | 2    | 8   | Matěj Krsek             | Czechy          | 45,92 (,915) |       |
| 17.     | 3    | 4   | Davide Re               | Włochy          | 46,02        |       |
| 18.     | 2    | 1   | Iñaki Cañal             | Hiszpania       | 46,10        |       |
| 19.     | 1    | 1   | Gustav Lundholm Nielsen | Dania           | 46,30        |       |
| 20.     | 3    | 2   | Pavel Maslák            | Czechy          | 46,36        |       |
| 21.     | 2    | 2   | Edoardo Scotti          | Włochy          | 46,49        |       |
| 22.     | 3    | 5   | Mihai Sorin Dringo*     | Rumunia         | 47,06        |       |
| –       | 2    | 6   | Kévin Borlée*           | Belgia          | DNF          |       |
| –       | 3    | 8   | Benjamin Lobo Vedel     | Dania           | DNS          |       |

### Finał
Źródło: european-athletics.com.
| Pozycja | Tor | Zawodnik             | Państwo         | Czas         | Uwagi |
| ------- | --- | -------------------- | --------------- | ------------ | ----- |
| 01 !    | 4   | Matthew Hudson-Smith | Wielka Brytania | 44,53        |       |
| 02 !    | 8   | Ricky Petrucciani    | Szwajcaria      | 45,03        | SB    |
| 03 !    | 6   | Alex Haydock-Wilson  | Wielka Brytania | 45,17 (,161) |       |
| 4.      | 5   | Liemarvin Bonevacia  | Holandia        | 45,17 (,169) | SB    |
| 5.      | 7   | Dylan Borlée         | Belgia          | 45,39        |       |
| 6.      | 1   | Karol Zalewski       | Polska          | 45,62        |       |
| 7.      | 2   | Lionel Spitz         | Szwajcaria      | 45,66        |       |
| 8.      | 3   | Thomas Jordier       | Francja         | 45,67        |       |